# Spirillum minus

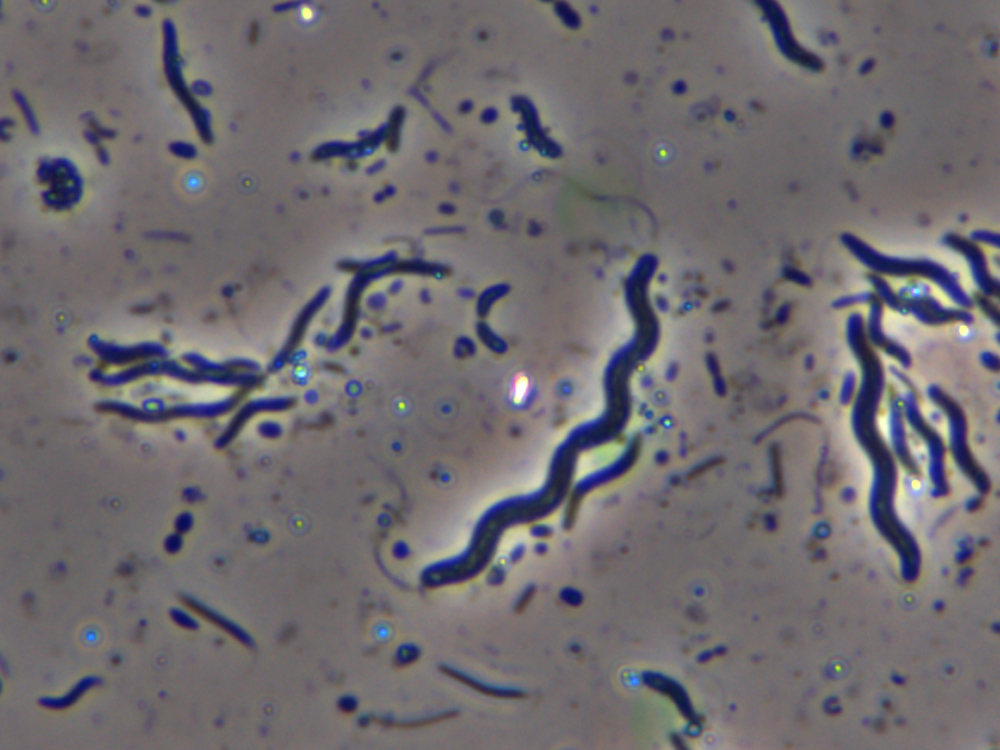
Ein Bakterium der Gattung Spirillum in der Lichtmikroskopie.

Spirillum minus ist ein gramnegatives, anaerobes Bakterium. Wie auch die Art Streptobacillus moniliformis ist es Auslöser des Rattenbissfiebers.

## Merkmale
Die Zellen von Spirillum minus haben eine spiralartige Form mit 2–3 Biegewellen, die Länge jeder Welle erreicht 0,8–1 µm. Insgesamt erreichen die Zellen eine Länge von ca. 5 µm, die Dicke liegt bei ungefähr 0,2 µm. Bei der Mikroskopie wird manchmal der Eindruck erweckt, dass diese Bakterien eher flach sind als spiralförmig. Spirillum minus besitzt biterminal (an beiden Enden der Zellen gelegen) jeweils eine bis mehrere sehr bewegliche Flagellen (sogenannte Endoflagellen), weshalb es sich schnell kreisförmig bewegen kann. Die Reproduktion (Vermehrung) erfolgt durch Zellteilung. Der Oxidase-Test und der Test auf Phosphatase verläuft positiv. Der Katalase-Test verläuft negativ. Der Indol-Test sowie der Test auf Sulfatase verlaufen ebenfalls negativ. Kasein, Stärke, Aesculin, Gelatine, DNA und RNA werden nicht hydrolysiert.
Spirillum minus ist im normalen, flüssigen Medium mikroaerophil (toleriert nur geringen Sauerstoffgehalt), kann aber auch unter bestimmten Bedingungen (im speziellen Medium oder Nahrungszusätzen) mit normalen Sauerstoffkonzentrationen wachsen. Die Zellatmung erfolgt mit Sauerstoff als Elektronenakzeptor.

## Rattenbissfieber
Spirillum minus ist bei Menschen der Erreger des Rattenbissfiebers. Überträger sind Nagetiere, eine Infektion kann  auch durch andere Tierarten, die z. B. Ratten oder Mäuse fressen erfolgen. Hierzu zählen beispielsweise Hunde und Katzen. Die Infektion mit dem Bakterium führt zu Fieberschüben. Ohne Behandlung liegt die Letalität bei 10–20 %.

## Besonderheiten
Spirillum minus ist nicht auf künstlichen Nährböden züchtbar. Zu Versuchen mit S. minus wird auf das Blut von infizierten Labortieren, hauptsächlich Meerschweinchen und Mäusen, zurückgegriffen. Bei Patienten wird zum Nachweis eine mikroskopische Untersuchung eines Präparates aus der Hautläsion durchgeführt.
Spirillum minus wird als gewöhnlicher Mikroorganismus der Mundhöhle von Nagetieren, hauptsächlich Ratten, angesehen. Besonders häufig tritt das Bakterium in asiatischen Regionen auf. In einzelnen Regionen wurde in 25 % der untersuchten Ratten Spirillum minus nachgewiesen.